# Olejek haszyszowy
Olejek haszyszowy – ekstrakt z marihuany lub bardzo rzadko haszyszu otrzymany za pomocą rozpuszczalników organicznych, najczęściej stosowane w tym celu są: alkohol etylowy, aceton, eter naftowy lub płynny gaz do zapalniczek. Zawartość THC w olejku jest większa niż w haszyszu.
Olejek haszyszowy otrzymany poprzez ekstrakcje płynnym butanem nazywany bywa olejkiem miodowym - nazwa ta pochodzi od koloru otrzymanego ekstraktu - Olejek miodowy jest znacznie czystszy, zawiera więcej THC, od produktów otrzymanych poprzez ekstrakcje etanolem lub acetonem.  
Często surowcem nie są szczyty roślin żeńskich ale, liście lub rośliny męskie zawierające bardzo niewielkie ilości żywicy.